# Marcin Leżeński (ur. ok. 1760)
Marcin Leżeński z  Leżenic herbu Nałęcz (ur. ok. 1760 roku)  – szambelan króla Stanisława Augusta, poseł na Sejm Czteroletni z województwa bracławskiego w 1790 roku.
W 1790 roku, podpisał Konfederację Generalną Sejmu Czteroletniego. 29 kwietnia 1791 roku przyjął obywatelstwo miejskie w ratuszu Starej Warszawy. Był stronnikiem reformy ustrojowej państwa. Wśród spraw, którym podczas obrad sejmu poświęcał najwięcej uwagi, znajdowała się kwestia miejska. Leżeński był zwolennikiem dopuszczenia mieszczan do prawodawstwa i stworzenia wspólnej szlachecko-mieszczańskiej izby poselskiej. W kwestiach skarbowych postulował szybszy pobór podatków i zwiększenie dochodów na wojsko podkreślając, że samo uchwalenie konstytucji nie wystarczy do obrony kraju. 2 maja 1791 roku podpisał asekurację, w której zobowiązał się do popierania projektu Ustawy Rządowej. Współtwórca Konstytucji 3 Maja.  Założyciel Zgromadzenia Przyjaciół Konstytucji  - pierwszego polskiego stronnictwa politycznego. Przewodniczył 13 sesji  Sejmu Wielkiego w 1791 r.